# 281-ша піхотна дивізія (Третій Рейх)
281-ша піхотна дивізія (Третій Рейх) (нім. 281. Infanterie-Division) — піхотна дивізія Вермахту, що входила до складу німецьких сухопутних військ у роки Другої світової війни. Сформована у січні 1945 року шляхом переформування 281-ї дивізії охорони.

## Історія
281-ша піхотна дивізія була створена шляхом переформування 281-ї дивізії охорони, яка воювала на півострові Курляндія. Наприкінці січня-початку лютого 1945 року була перекинута до Західної Пруссії морем, де увійшла до 11-ї армії групи армій «Вісла». Брала участь у невдалій операції вермахту «Зонненвенде». Згодом дивізія билася у складі 3-ї танкової армії в Померанії та на Одерському фронті. У квітні 1945 року дивізія була розбита під час Штеттінсько-Ростоцькій операції на Східному фронті.

## Райони бойових дій
- СРСР (Курляндія) (січень — лютий 1945)
- Німеччина (лютий — травень 1945)

## Командування

### Командири
- Генерал-лейтенант Бруно Ортнер (січень — 25 квітня 1945)
- оберст Шмідт (25 квітня — 10 травня 1945)

### Підпорядкованість
| Час      | Корпус    | Армія              | Група армій (округ)  | Штаб            |
| -------- | --------- | ------------------ | -------------------- | --------------- |
| 1944     |           |                    |                      |                 |
| січень   | XVI ак    | 16-та армія        | Група армій «Північ» | Курляндія       |
| лютий    | III тк СС | 11-та армія        | Група армій «Вісла»  | Західна Пруссія |
| березень | III тк СС | 3-тя танкова армія | Група армій «Вісла»  | Померанія       |
| квітень  | XXXII ак  | 3-тя танкова армія | Група армій «Вісла»  | Штеттін         |

## Склад
| 1945                                   |
| -------------------------------------- |
| 322-й гренадерський полк               |
| 368-й гренадерський полк               |
| 418-й гренадерський полк               |
| 281-й артилерійський полк              |
| 281-ша фузилерна рота                  |
| 281-ша протитанкова батарея            |
| 281-й інженерний батальйон             |
| 281-ше дивізійне управління постачання |
| 281-й дивізійний батальйон зв'язку     |
| 281-й запасний батальйон               |